# 上大岡車站
上大岡車站（日语：／ Kami-ōoka eki */?）位於日本神奈川縣橫濱市港南區上大岡西一丁目，是屬於京濱急行電鐵與橫濱市交通局（橫濱市營地下鐵）藍線（1號線）的鐵路車站。本站是重要的交通樞紐，並且被指定為橫濱市的生活據點。其巴士總站也是橫濱市南部地域當中規模最大的巴士總站。

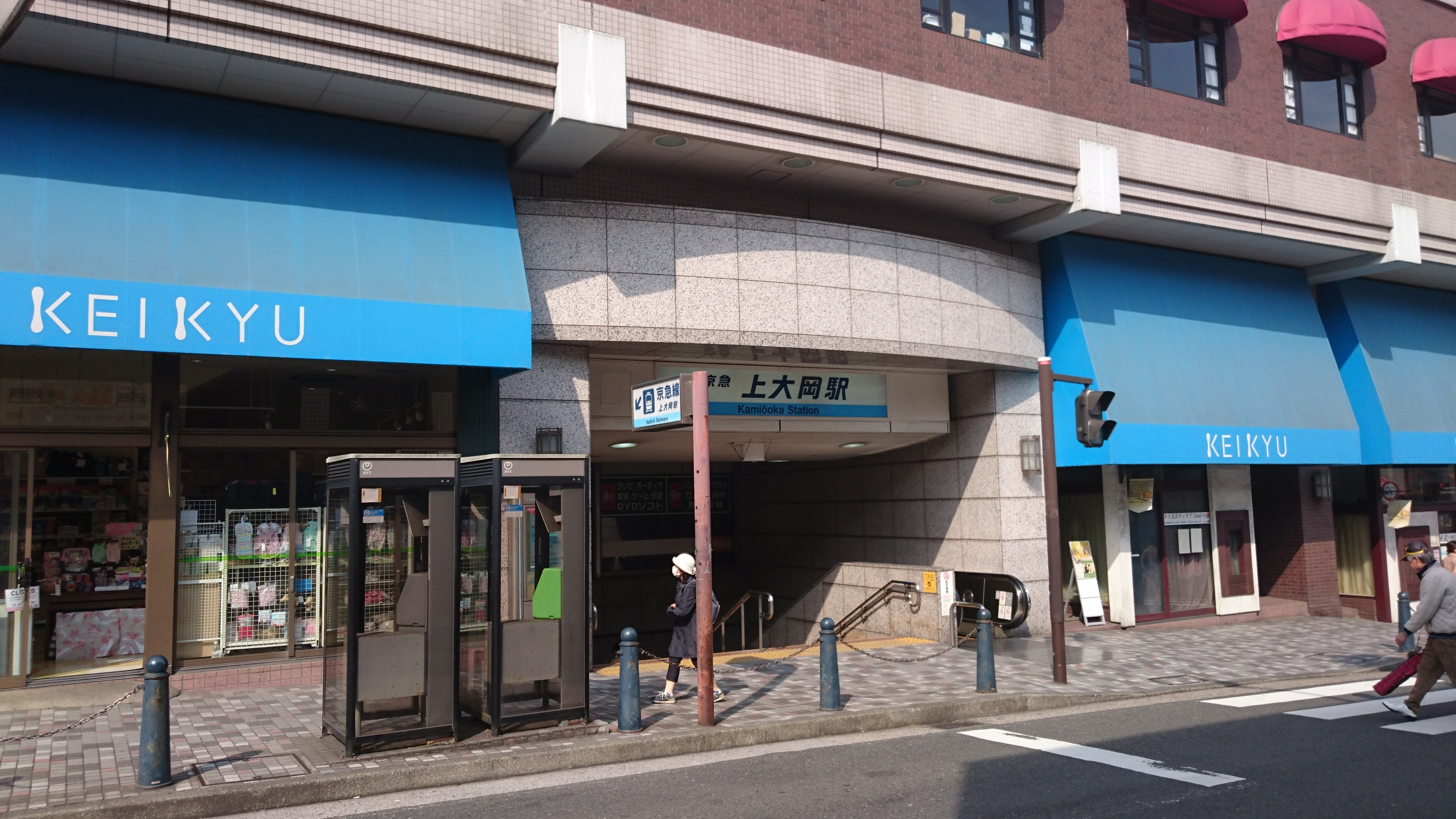
東口（2019年3月）

## 年表
- 1930年（昭和5年）4月1日 - 湘南電氣鐵道（現京濱急行電鐵）上大岡站開業。
- 1951年（昭和26年）12月15日 - 待避線啟用[3]。
- 1963年（昭和38年）4月12日 - 舊車站大樓（京濱百貨店（日语：京急ストア））竣工。
- 1972年（昭和47年）12月16日 - 橫濱市營地下鐵上大岡站開業。
- 1996年（平成8年）10月1日 - 新車站大樓「夢大岡」（ゆめおおおか）內的京急百貨店與Wing上大岡開幕。
- 1997年（平成9年）3月14日 - 「夢大岡」完工。
- 1998年（平成10年） - 京急上大岡站入選關東車站百選。
- 1999年（平成11年）7月31日 - 改點，廢止京急蒲田－新逗子間的急行。
- 2007年（平成19年）
  - 7月7日 - 橫濱市營地下鐵啟用月台門。
  - 11月27日 - 橫濱市營地下鐵啟用發車音樂。
- 2008年（平成20年）11月25日 - 京急啟用進站音樂。
- 2010年（平成22年）5月16日 - 京急改點，本站成為新增的機場急行停靠站。
- 2012年（平成24年）5月1日 - 橫濱市營地下鐵開始無線網路服務docomo Wi-Fi（日语：docomo Wi-Fi）
- 2015年（平成27年）7月18日 - 橫濱市營地下鐵改點，本站成為快速停靠站。
- 2019年（令和元年）
  - 7月8日至9月16日 - 京急成立120周年及知名動漫作品《航海王》連載20周年，做為慶祝活動的一環，將站名牌標示之站名改為日語發音相近的「娜美大岡車站」（ナミ大岡駅），並繪有航海王角色娜美。[4]
  - 11月30日 - 京急線1、2月台啟用月台門。
- 2020年（令和2年）2月15日 - 京急線3、4月台啟用月台門。

## 車站構造
京急所屬的上大岡車站是採高架車站設計，配置有兩座島式月台共四條乘車線，車站站體與京急百貨店的店面連為一體。至於橫濱市營地下鐵部分所屬的站區則採地下化設計，配置有島式月台一座，兩條乘車線。

### 京濱急行電鐵
本站為可對應12節編組的島式月台2面4線的高架車站。車站編號為KK44。月台照明使用CDM燈。剪票口過去僅有月台下一樓一處，1996年京急百貨店開店時於三樓新設直通百貨店的剪票口（開放時間10:00 - 21:00），1999年再於1樓南側新設剪票口，現在共有三處。廁所位於1、3樓付費區內，另1樓有附設多功能廁所階。
月台的列車資訊顯示器採用LED式，列車進站時會撥放音樂，回送列車通過時則撥或通過警告用鈴聲。顯示器上方有列車停靠站的燈號。車站大樓改建前，列車資訊顯示器採用翻轉式，為現在京急川崎與橫須賀中央等使用的上一代產品。車站大樓改建至2005年為止改用光纖式螢幕（日本國內使用光纖式顯示器只有本站與阪急電鐵大阪梅田站），之後因液晶螢幕劣化而改用LED式。
本站並未使用自動廣播，一般都由月台站員或列車車掌進行廣播通知。
電車發車時會響鳴電車鈴、蜂鳴器，同時列車看板最上方的該列車資訊閃爍及顯示「請勿搶搭上車」（かけこみ乗車はおやめください）的提醒。上下線月台的鈴聲不同。
為了因應夏季月台高溫，2007年7月新設置空調設備。本線上的停止位置目標也在2008年9月改為LED電照式。接著在2009年3月，於音声案内装置が各階梯、電扶梯、剪票口前、廁所前、自動售票機前設置廣播裝置。
周六日有一班品川發至本站的下行普通列車（神奈川新町站 - 本站間為下行末班車）。

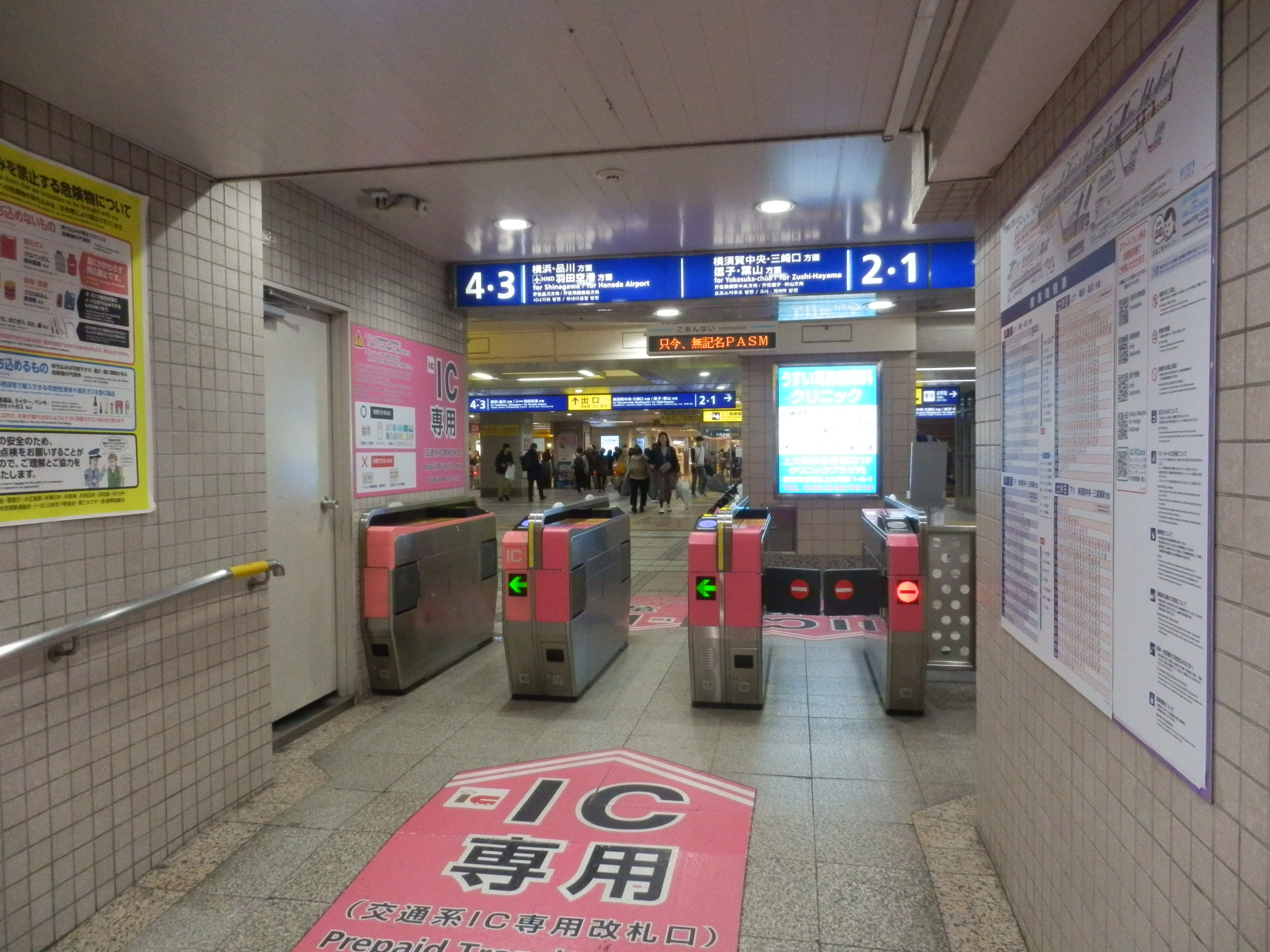
京急百貨店的IC專用驗票口（2024年3月）

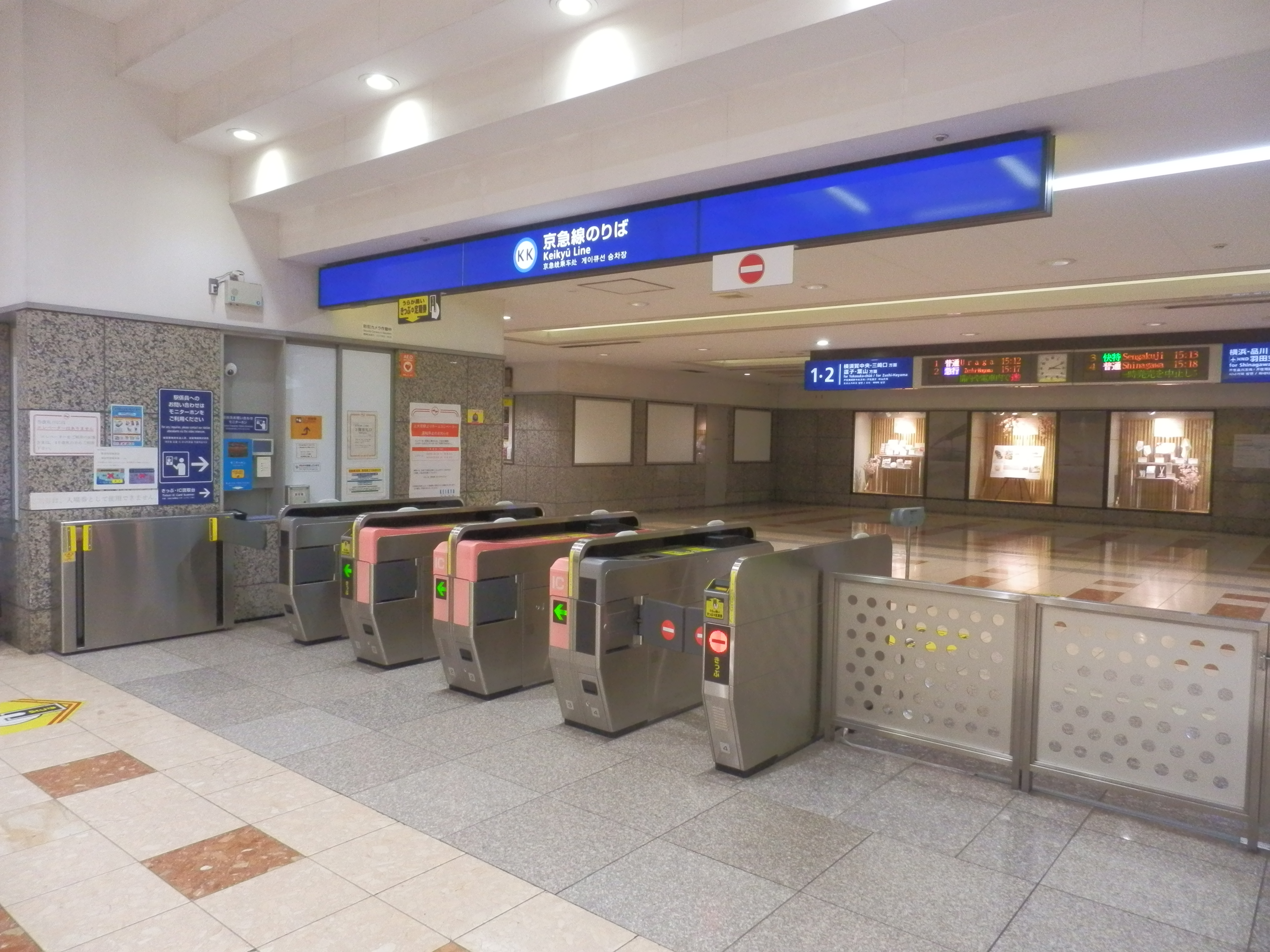
京急百貨店3樓的驗票口（2024年3月）

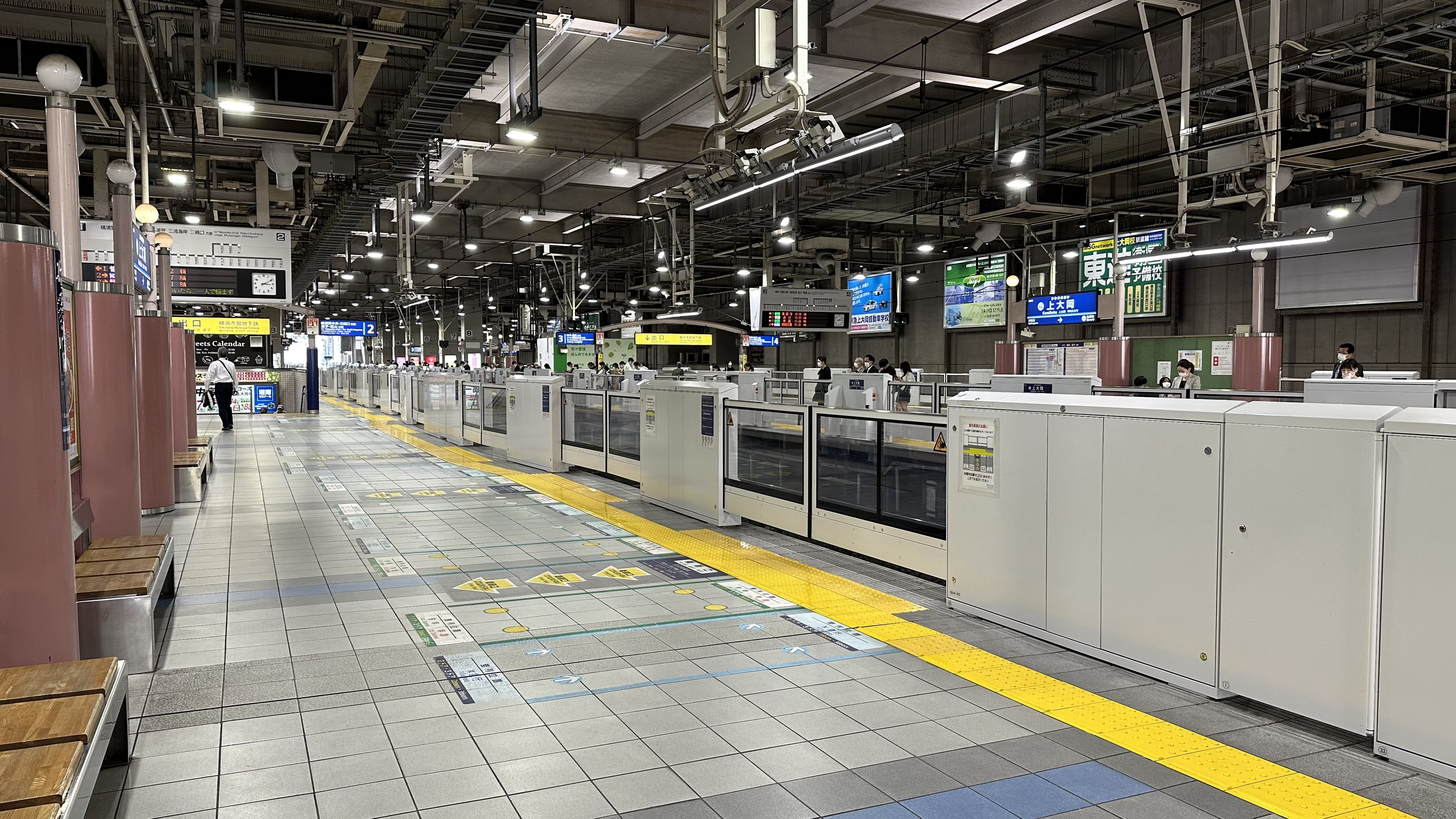
月台（2023年5月）

#### 月台配置
| 月台 | 路線 | 方向 | 目的地                                                  |
| ---- | ---- | ---- | ------------------------------------------------------- |
| 1、2 | 本線 | 下行 | 往橫須賀中央、浦賀、三浦海岸、逗子·葉山方向             |
| 3、4 | 本線 | 上行 | 往橫濱、羽田機場（第1、第2、第3航站樓）、品川、新橋方向 |

#### 進站音樂
2008年11月25日起，磯子區岡村出身的音樂團體「柚子」代表曲《夏色》」成為本站的進站音樂。下行月台採用主歌，上行月台採用副歌。同時通過列車接近時的警告音變更音程。

#### 列車待避、接續
本站停靠全種別列車，時常進行緩急接續與急急接續。
不須待避優等列車的普通列車、機場急行從2、3號線發車，須待避的普通列車、機場急行從1、4號線發車。

### 橫濱市營地下鐵
本站為島式月台1面2線的地下車站。車站編號為B11。閘機層為地下1樓，月台層為地下2樓，設有升降機與扶手電梯。過去月台上設有商店，但已關店，現由自動販賣機代替。剪票口分為南北兩處，2006年12月將北側稱為「京急連絡剪票口」、南側稱為「巴士總站剪票口」。兩付費區皆有廁所，其中南側付費區設有多功能廁所。
本站為站長所在站。管理上大岡管區吉野町 - 港南中央區間。
南側剪票口附近有紀念地下鐵開業的紀念建築物（銀色海龜像）。上永谷方向有條Y型構造的拖上線，由平日6時13分發往薊野的首班車使用（周六日有往湘南台回送的列車使用）。

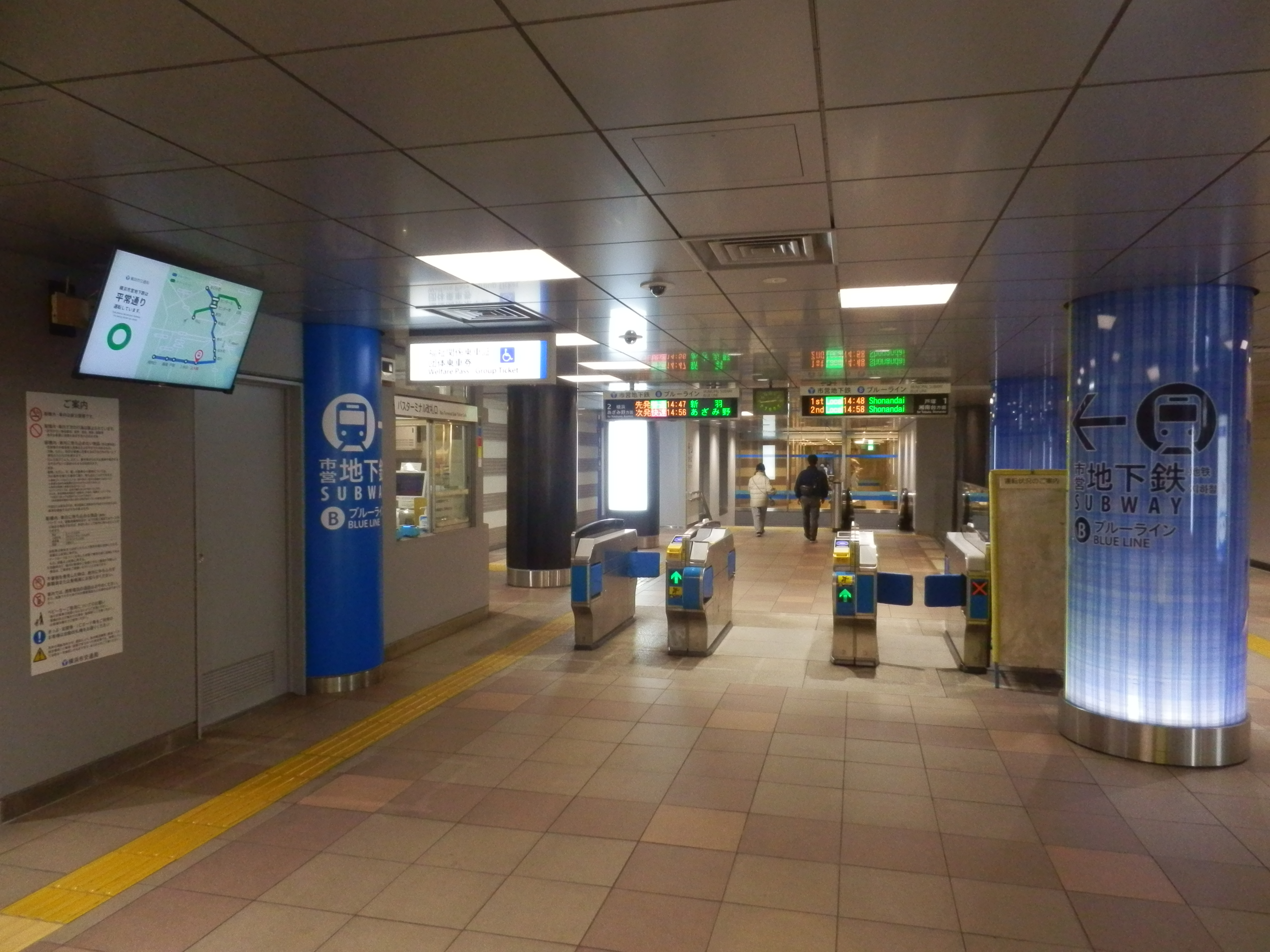
往巴士總站方向的驗票口（2024年3月）

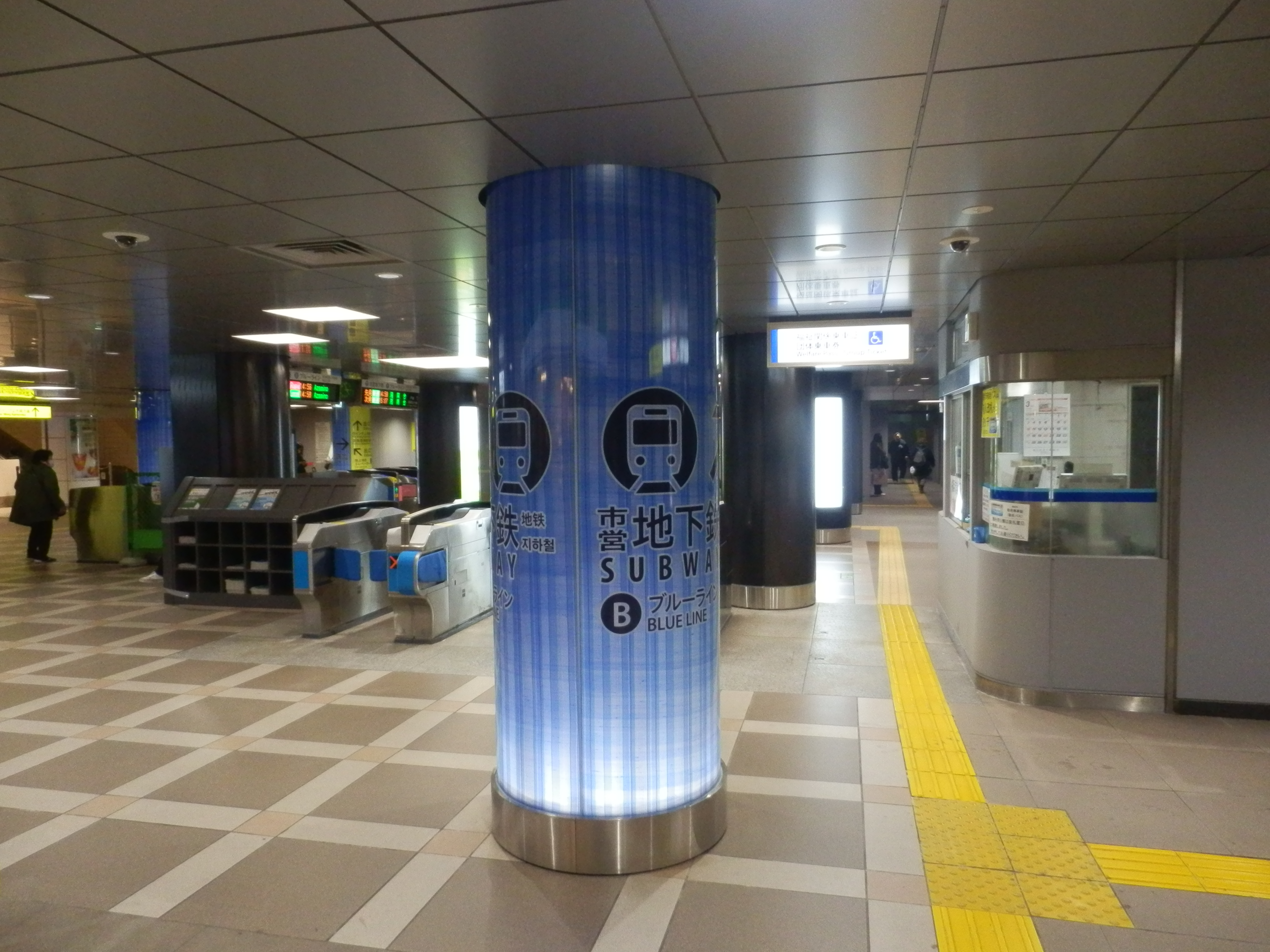
往京急本線方向的驗票口（2024年3月）

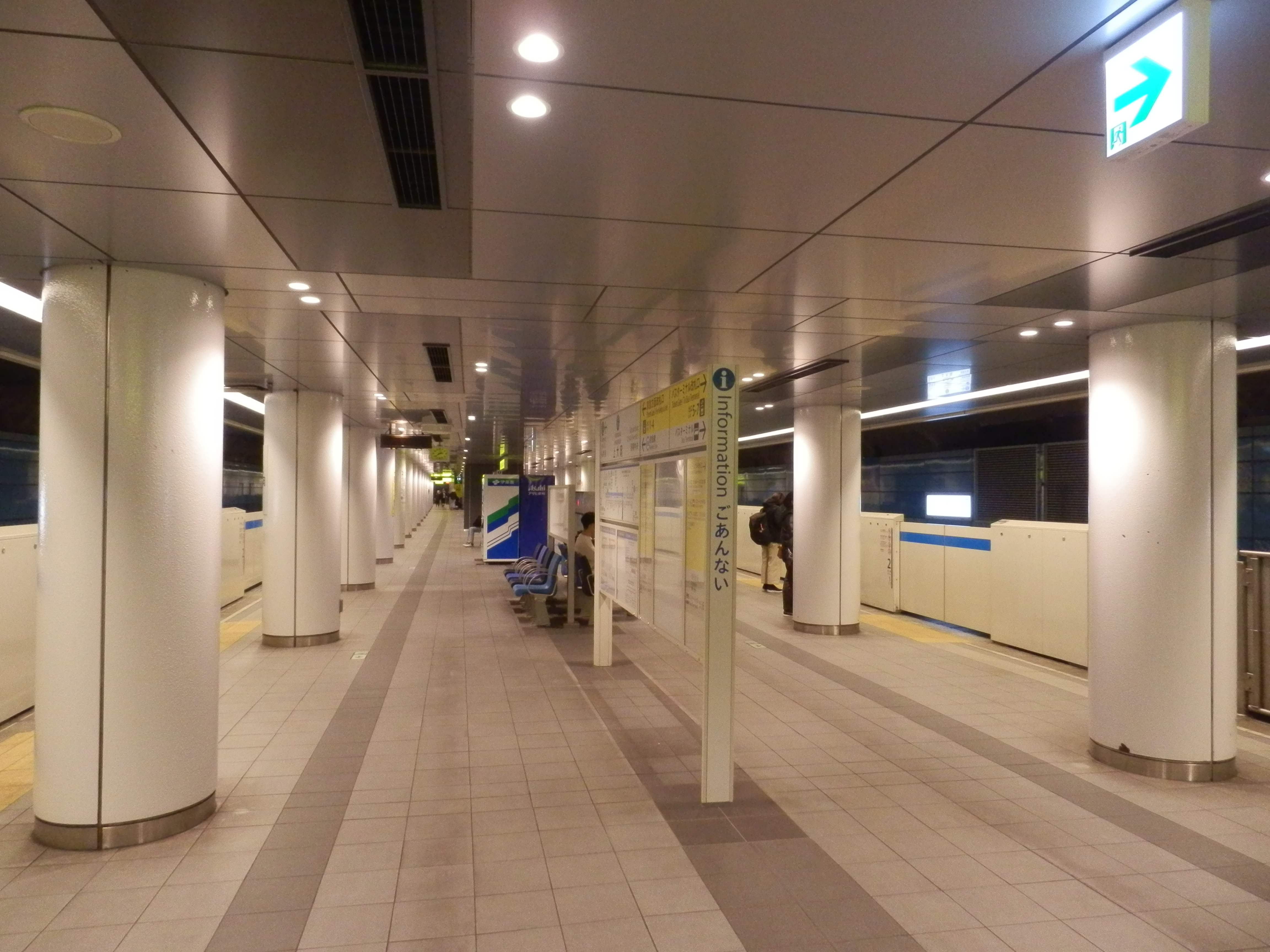
月台（2024年3月）

#### 月台配置
| 月台 | 路線          | 目的地             |
| ---- | ------------- | ------------------ |
| 1    | 藍線（1號線） | 往戶塚、湘南台方向 |
| 2    | 藍線（1號線） | 往橫濱、薊野方向   |

## 利用狀況
- 京濱急行電鐵 - 2016年度1日平均上下車人次為143,904人[利用客数 1]。
京急線全部72個車站當中次於品川站排行第3位。
- 橫濱市交通局 - 2016年度1日平均上下車人次為74,741人[乗降データ 1]。
該局當中次於日吉站排行第7位。

### 各年度1日平均上下車人次
近年1日平均上下車人次推移如下表。
| 年度               | 京濱急行電鐵       | 京濱急行電鐵 | 橫濱市交通局       | 橫濱市交通局 |
| 年度               | 1日平均 上下車人次 | 增長率       | 1日平均 上下車人次 | 增長率       |
| ------------------ | ------------------ | ------------ | ------------------ | ------------ |
| 1999年（平成11年） |                    |              | 65,813             |              |
| 2000年（平成12年） | 128,793            |              | 68,218             | 3.7%         |
| 2001年（平成13年） | 130,028            | 1.0%         | 70,202             | 2.9%         |
| 2002年（平成14年） | 130,659            | 0.5%         | 70,141             | -0.1%        |
| 2003年（平成15年） | 133,974            | 2.5%         | 70,748             | 0.9%         |
| 2004年（平成16年） | 135,020            | 0.8%         | 71,012             | 0.4%         |
| 2005年（平成17年） | 135,901            | 0.7%         | 71,517             | 0.7%         |
| 2006年（平成18年） | 138,334            | 1.8%         | 73,429             | 2.7%         |
| 2007年（平成19年） | 140,757            | 1.8%         | 74,613             | 1.6%         |
| 2008年（平成20年） | 141,879            | 0.8%         | 66,230             | -11.2%       |
| 2009年（平成21年） | 140,083            | -1.3%        | 70,555             | 6.5%         |
| 2010年（平成22年） | 141,742            | 1.2%         | 70,964             | 0.6%         |
| 2011年（平成23年） | 140,230            | -1.1%        | 68,803             | -3.0%        |
| 2012年（平成24年） | 140,825            | 0.4%         | 69,975             | 1.7%         |
| 2013年（平成25年） | 143,226            | 1.7%         | 71,870             | 2.7%         |
| 2014年（平成26年） | 141,288            | -1.4%        | 71,170             | -1.0%        |
| 2015年（平成27年） | 143,299            | 1.4%         | 73,731             | 3.6%         |
| 2016年（平成28年） |                    |              | 74,741             | 1.4%         |

### 各年度1日平均上車人次（1979年－2000年）
近年1日平均上車人次推移如下表。
| 年度               | 京濱急行電鐵 | 橫濱市交通局 | 來源               |
| ------------------ | ------------ | ------------ | ------------------ |
| 1979年（昭和54年） |              | 20,364       |                    |
| 1980年（昭和55年） | 62,890       | 21,854       |                    |
| 1981年（昭和56年） | 63,638       | 21,244       |                    |
| 1982年（昭和57年） | 64,748       | 21,255       |                    |
| 1983年（昭和58年） | 65,426       | 22,321       |                    |
| 1984年（昭和59年） | 65,088       | 22,866       |                    |
| 1985年（昭和60年） | 65,836       | 25,523       |                    |
| 1986年（昭和61年） | 67,364       | 26,355       |                    |
| 1987年（昭和62年） | 68,637       | 29,709       |                    |
| 1988年（昭和63年） | 70,375       | 31,318       |                    |
| 1989年（平成元年） | 69,874       | 31,671       |                    |
| 1990年（平成02年） | 70,321       | 31,811       |                    |
| 1991年（平成03年） | 69,923       | 32,536       |                    |
| 1992年（平成04年） | 67,688       | 31,784       |                    |
| 1993年（平成05年） | 65,847       | 31,869       |                    |
| 1994年（平成06年） | 64,605       | 31,117       |                    |
| 1995年（平成07年） | 63,163       | 29,848       | [ 乗降データ 3 ]   |
| 1996年（平成08年） | 63,595       | 30,851       |                    |
| 1997年（平成09年） | 63,089       | 31,816       |                    |
| 1998年（平成10年） | 62,757       | 31,752       | [ 神奈川県統計 1 ] |
| 1999年（平成11年） | 63,956       | 32,711       | [ 神奈川県統計 2 ] |
| 2000年（平成12年） | 65,019       | 34,356       | [ 神奈川県統計 2 ] |

### 各年度1日平均上車人次（2001年以後）
| 年度               | 京濱急行電鐵 | 橫濱市交通局 | 來源                |
| ------------------ | ------------ | ------------ | ------------------- |
| 2001年（平成13年） | 65,450       | 35,229       | [ 神奈川県統計 3 ]  |
| 2002年（平成14年） | 66,026       | 35,360       | [ 神奈川県統計 4 ]  |
| 2003年（平成15年） | 66,820       | 35,344       | [ 神奈川県統計 5 ]  |
| 2004年（平成16年） | 67,504       | 35,446       | [ 神奈川県統計 6 ]  |
| 2005年（平成17年） | 67,969       | 35,672       | [ 神奈川県統計 7 ]  |
| 2006年（平成18年） | 69,150       | 36,560       | [ 神奈川県統計 8 ]  |
| 2007年（平成19年） | 69,992       | 36,664       | [ 神奈川県統計 9 ]  |
| 2008年（平成20年） | 70,414       | 32,485       | [ 神奈川県統計 10 ] |
| 2009年（平成21年） | 69,530       | 34,689       | [ 神奈川県統計 11 ] |
| 2010年（平成22年） | 70,343       | 34,889       | [ 神奈川県統計 12 ] |
| 2011年（平成23年） | 69,492       | 33,816       | [ 神奈川県統計 13 ] |
| 2012年（平成24年） | 69,929       | 34,384       | [ 神奈川県統計 14 ] |
| 2013年（平成25年） | 71,111       | 35,338       | [ 神奈川県統計 15 ] |
| 2014年（平成26年） | 70,076       | 35,050       | [ 神奈川県統計 16 ] |
| 2015年（平成27年） | 70,934       | 36,343       | [ 神奈川県統計 17 ] |
| 2016年（平成28年） | 71,337       | 36,857       |                     |

## 車站周邊

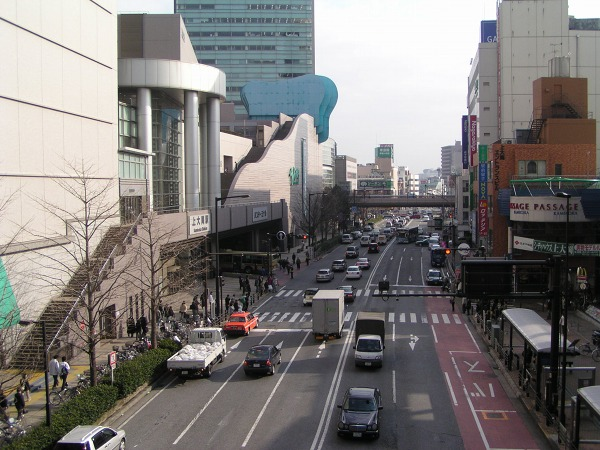
西口前的鎌倉街道

上大岡作為橫濱市的副都心進行都市更新，1990年代起大幅改變站前樣貌。都市更新至2000年代仍在進行中。A地區（夢大岡）、B地區（camio）、C南地區（mioka）已竣工。2012年，C北地區再開發開始進行。另外，港南區也在進行車站周邊的無障礙化。
- 夢大岡（車站大樓）
  - 京急百貨店（日语：京急百貨店）
  - Wing（日语：京急ショッピングセンター）上大岡
  - 港南區民文化中心「向日葵之鄉」
  - 夢大岡辦公塔
    - 福祉保健研修交流中心 Willing橫濱
    - 橫濱市上大岡站行政服務處
    - 橫濱銀行上大岡支店
    - 瑞穗銀行上大岡支店
    - 三菱UFJ信託銀行上大岡支店
    - 上大岡站前郵便局
    - JCN橫濱（日语：JCN横浜）
- camio（日语：カミオ）
  - 京急百貨店運動館 Sports Authority（英语：Sports Authority）
  - 橫濱Helios Tower（横浜ヘリオスタワー）
  - 橫濱上大岡郵便局
  - 三井住友銀行上大岡支店
- 富士購物中心
  - FUJI（日语：富士シティオ）上大岡店
- mioka（日语：ミオカ）
  - 上大岡Tower the Residence
  - 科樂美運動俱樂部（日语：コナミスポーツクラブ）上大岡
  - 山田電機LABI上大岡
  - TOHO CINEMAS（日语：TOHOシネマズ）上大岡
  - 瑞穗證券上大岡支店
- mioka List 館
  - 好物件List（日语：リスト (不動産)）上大岡支店
  - 湘南信用金庫（日语：湘南信用金庫）上大岡支店
  - SMBC日興證券上大岡支店
- 港南郵便局（日语：港南郵便局）
  - 郵貯銀行港南店
- 神奈川縣戰歿者慰靈堂
- 上大岡墓地
- 伊藤洋華堂
  - 上大岡店
  - 橫濱別所店
- 上大岡紅氣球（日语：オーヴァル (企業)）（赤い風船） - 餐廳、娛樂設施。
- 里索那銀行上大岡支店
- 三菱東京UFJ銀行上大岡支店
- 日揮（日语：日揮）上大岡辦公室
- 神奈川縣道21號橫濱鎌倉線（日语：神奈川県道21号横浜鎌倉線）（鎌倉街道）
- 笹下釜利谷道路（日语：笹下釜利谷道路）

### 巴士路線
「上大岡站前」或「上大岡站」巴士站可搭乘橫濱市營巴士、神奈川中央交通、江之電巴士橫濱、京濱急行巴士與橫濱京急巴士的一般路線巴士與往近畿的高速巴士。
1 - 9號乘車處在車站大樓「夢大岡」內的巴士總站，11、12號乘車處在「camio」前的鎌倉街道上。
下車處依方向有所不同。
- 從最戶橋方向來的班次在巴士總站內下車。
- 從關之下方向來的班次在富士購物中心前的鎌倉街道下車，但非以本站為終點的班次則在11、12號乘車處下車。另外，從關之下方向來、以本站為終點的班次要折返時，由於無法橫跨鎌倉街道進入巴士總站，因此會先往橫濱方向回送，至最戶橋交差點附近在折返回到巴士總站。

#### 夢大岡內各乘車處
- 1號乘車處
  - 京濱急行巴士
    - [上1] 南高校（日语：横浜市立南高等学校）前（經大久保町）
- 2號乘車處
  - 橫濱市營巴士
    - [上2] 森丘住宅循環
    - [上3] 汐見台循環、往濱小學校
    - [上5] 往杉田（經森丘、屏風浦站前）※ 僅平日周六一班
    - [上7] 岡村泉谷循環、往山王台小學校（經大岡交番前、笹堀=）
    - [磯6] 往杉田、往磯子站（經森丘、屏風浦站前）
- 3號乘車處
  - 江之電巴士橫濱
    - [冰取澤線] 磯子台團地循環、經磯子台團地 上中里団地循環
    - [栗木線] 上中里団地循環、往栗木
    - [洋光台線] 往洋光台站（經打越）
- 4號乘車處
  - 神奈川中央交通
    - [船05・船20] 往大船站
    - [上06] 往天神橋 ※ 僅深夜巴士

  - 江之電巴士橫濱
    - [船05] 往大船站 ※ 橫濱站發車班次無系統編號
    - [上大岡～鎌倉線] 往鎌倉站
- 5號乘車處
  - 橫濱市營巴士
    - [2] 往港南車庫前（經日野中央公園入口）

  - 神奈川中央交通
    - [139] 往本鄉台站

  - 江之電巴士橫濱
    - [桜道線] 往雜色、往洋光台站（經櫻道）
- 6號乘車處
  - 神奈川中央交通
    - [上68] 往洋光台站（經日野中央公園入口）※ 僅假日一班
    - [上32、港61、港64] 往港南台站（經清水橋）

  - 橫濱市營巴士
    - [111] 往港南台站前（經日野中央公園入口、洋光台站前）
    - [64] 往港南台站前（經清水橋、公園前）
- 7號乘車處
  - 橫濱市營巴士
    - [51] 往野庭中央公園（日语：横浜市営バス野庭営業所）（經鈴懸通）
    - [52] 往野庭中央公園（經野庭團地東口）※ 僅平日早晨
    - [351] 往港南車庫前（經鈴懸通、野庭中央公園）※ 僅深夜巴士
- 8號乘車處
  - 神奈川中央交通
    - [30] 上大岡站循環、往芹谷（日语：芹が谷）、往上永谷站（經吉原）
    - [上31] 日野丘循環、往下野庭三田
    - [舞01] 往舞岡（經上永谷站）
- 9號乘車處
  - 神奈川中央交通
    - [71] 上大岡站循環、往芹谷（經南高校前）
    - [上202] 往東戶塚站（經南高校前）

#### camio前各乘車處
- 11號乘車處
  - 神奈川中央交通
    - [30] 上大岡站循環、往上永谷站（經最戶町、芹谷）
    - [71] 上大岡站循環、往芹谷（經最戶町）
    - [203] 往東戶塚站（經芹谷）
    - [上96] 往不動坂 ※ 僅深夜巴士
- 12號乘車處
  - 神奈川中央交通
    - [港61] 往橫濱站東口（經羽衣町）
    - [船20] 往櫻木町站
    - [64、港64] 往磯子站

  - 江之電巴士橫濱
    - [栗木線、橫濱線] 往橫濱站（經日之出町一丁目）

  - 橫濱市營巴士
    - [2] 往港紅十字醫院（日语：横浜市立みなと赤十字病院）
    - [64] 往磯子站前
    - [133] 往根岸站前
- 高速巴士
  - [青春Dream橫濱號] 往京都站烏丸口、大阪站櫻橋口、日本環球影城（西日本JR巴士）

## 其他
橫濱市營地下鐵綠線有規劃從中山站經二俣川站、東戶塚站至本站往根岸站、元町・中華街站方向延伸直通港未來線，也就是所謂的橫濱環狀鐵道

### 站名由來
以設站當時的所在地地名上大岡町命名。

## 相鄰車站
京濱急行電鐵
 本線
□早晨翼號
品川（KK01） ← 上大岡（KK44） ← 金澤文庫（KK49）
□京急翼號
品川（KK01） → 上大岡（KK44） → 金澤文庫（KK49）
■快特、■快特（金澤文庫站以南為特急）、■特急
橫濱（KK37）－上大岡（KK44）－金澤文庫（KK49）
■機場急行
弘明寺（KK43）－上大岡（KK44）－杉田（KK46）
■普通
弘明寺（KK43）－上大岡（KK44）－屏風浦（KK45）
 橫濱市營地下鐵
 藍線（1號線）
■快速
上永谷（B09）－上大岡（B11）－關內（B17）
■普通
港南中央（B10）－上大岡（B11）－弘明寺（B12）

## 外部連結
- 上大岡車站（各站資訊） - 京濱急行電鐵
- 上大岡站 （页面存档备份，存于） - 橫濱市交通局